# 102
102（一百零二）是101与103之间的自然数。

## 数学性质
- 第75個合數，正因數有1、2、3、6、17、34、51和102。前一個為100、下一個為104。
質因數分解為{\displaystyle 2\times 3\times 17}。
- 第23個過剩數，真因數和為114，盈度為12。前一個為100、下一個為104。
  - 第24個半完全數，和為本身的其中一組因數為17、 34、 51。前一個為100、下一個為104。
- 第69個不尋常數，大於平方根的質因數為17。前一個為101、下一個為103。
- 第14個佩服數，相減後為本身的因數為6。前一個為88、下一個為104。
- 第63個無平方數因數的數。前一個為101、下一個為103。
- 第6個楔形數。前一個為78、下一個為105。
- 第34個十进制的哈沙德數。前一個為100、下一個為108。
- 第63個十进制的奢侈數。前一個為100、下一個為104。
- 正一百零二邊形為第25個可作圖多邊形。前一個為96、下一個為120。
- 它亦是四個連續素數的和(19 + 23 + 29 + 31)。
- 首18個整數的歐拉函數φ(x)總和為102。
- 102是累進可除數 10的第三個基數，因為1可被1整除，10可被2整除，以及102可被3整除。這也顯示出102是一個哈沙德數。

## 科學上
- 102是錒系元素锘的原子序數[1]

## 在其它领域中
- 911電話號碼，是烏克蘭和白俄羅斯的報警電話。
- 是以色列的消防緊急電話。
- 是印度部份地區的救護車緊急電話。
- 紐約市帝國大廈樓高102層。
- 一百零二（One Hundred and Two）, 賈德（The Judds）的一首單曲。